# 대학 선거구
대학 선거구(大學選擧區, University constituency)는 1603년 제임스 1세가 옥스퍼드와 케임브리지 두 대학교에 각각 2명씩의 의원선출권을 준 데서 비롯했던 제도이다. 이 양대학교의 졸업생은 각자가 거주하는 선거구에서 1표의 권리를 행사하는 외에 대학선출 의원에게 1표를 던질 수 있었다.

## 영국
그 후 이 제도는 다른 대학들에도 확대되었다. 이는 정당 본위의 선거전과는 별도로 공적인 생활에 공이 있는 사람들을 의원으로 선출하기 의한 제도였으나, 1인 1표의 '평등선거권'의 정신에 위배된다 하여 1948년에 폐지되었고, 1950년에 대학선거구 의원의 임기가 만료되었다. 1948년 폐지 당시 대학선거구는 다음과 같았다.
- 옥스퍼드 대학교(2석)
- 케임브리지 대학교(2석)
- 런던 대학교(1석)
- 잉글랜드 대학 연합선거구(버밍엄 대학교, 브리스틀 대학교, 더햄 대학교, 리즈 대학교, 리버풀 대학교, 맨체스터 대학교, 레딩 대학교(1928년부터), 셰필드 대학교 합하여 2석)
- 스코틀랜드 대학 연합선거구(세인트앤드루스 대학교, 에든버러 대학교, 글래스고 대학교, 애버딘 대학교 합하여 3석)
- 퀸스 대학교 벨파스트(1석)
- 웨일스 대학교(1석)

한편 북아일랜드 자치의회(Parliament of Northern Ireland) 서민원에서도 퀸스 대학교 벨파스트 몫으로 4석을 배정했으나, 1969년 폐지되었다.

## 아일랜드
대학선거구 제도는 1613년 아일랜드 왕국의 의회에도 도입되어, 1800년 그레이트브리튼 아일랜드 연합왕국에 흡수되기까지 계속되었다. 남부 아일랜드가 아일랜드 자유국으로 독립한 이후 대학선거구 제도는 한때 폐지되었으나, 1938년 시너드 에이렌(上院)에 재도입되어 아일랜드 공화국은 현재 대학선거구 제도를 채택한 유일한 국가이다.
- 더블린 대학교 선거구 (트리니티 칼리지, 3석)
- 아일랜드 국립대학교 선거구 (아일랜드 국립대학교, 3석)